# 楊毓滋

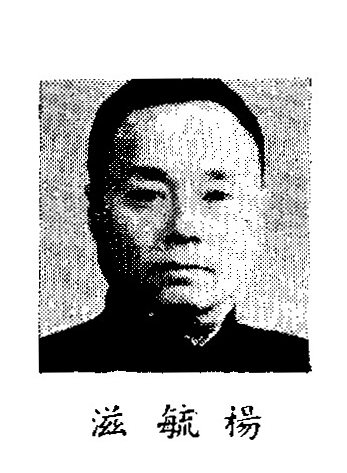
楊毓滋近照

杨毓滋（1905年6月25日—1994年12月15日）原名祖培，江苏省兴化县人。中华民国政治人物。

## 生平
杨毓滋先后毕业于国立政治大学、私立东吴大学法学院。早期曾随张君劢筹备中国国家社会党。1946年至1947年，任制宪国民大会代表。1947年至1948年，任国民参政会参政员。1948年至1950年，任总统府国策顾问。第二次国共内战末期赴台湾。1950年任行政院政务委员。后擔任光复大陆设计研究委员会副主任委员。1969年起，当选中国民主社会党主席团主席。1973年起，当选为增额监察委员。1990年代初，中国民主社会党主席团主席为王世宪、杨毓滋、李缎。
晚年情況不明，1994年12月15日去世，享壽九十歲。